# تیم ملی فوتبال زنان پاکستان
تیم ملی فوتبال زنان پاکستان (انگلیسی: Pakistan women's national football team) نماینده فوتبال زنان این کشور در رده ملی است و تحت نظارت فدراسیون فوتبال پاکستان قرار دارد.